# Лъв XI
Лъв XI (на италиански: Leo XI), роден Алесàндро ди Отивиàно де Мèдичи ди Отаяно (на италиански: Alessandro di Ottaviano de' Medici di Ottajano; * 2 юни 1535, Флоренция, Велико херцогство Тоскана; † 27 април 1605, Рим, Папска държава), е 232-ият папа на Католическата църква и суверен на Папската държава от 1 до 27 април 1605 г., тъй като умира само след 26 дни, девети поред най-къс период на заемане на длъжността в историята на Католическата църква. В църковната си кариера преди това заема последователно постовете посланик на Флоренция при папата, епископ на Пистоя, архиепископ на Флоренция, папски легат във Франция и кардинал префект на конгрегация.

## Произход
Алесандро де Медичи е син на Отавиано де Медичи (1484 – 1546), гонфалониер на правосъдието (1531 – 1532), първи господар на Отаяно и родоначалник на клона на Медичи ди Отаяно, и на съпругата му Франческа Салвиати (1504 – ?), флорентинска благородничка от фамилията Салвиати. Баща му принадлежи към страничен клон на престижното и могъщо флорентинско семейство. Семейството Медичи вече е излъчило двама папи: Лъв X (папа през 1513 – 1521 г.) и Климент VII (папа през 1523 – 1534 г.). Майката Франческа е племенница на Лъв X. На около 10-годишна възраст Алесандро губи баща си.

## Биография

### Oбразование
Младият Алесандро е силно повлиян от религиозната вяра на доминиканеца Винченцо Ерколани, когото слуша в близката църква „Сан Марко“. Иска да стане свещеник, но майка му се надява на друга съдба за единствения си син. Чичо му (по-големият брат на майка му) също се опитва да го разубеди. Двамата го поверяват на великия херцог на Тоскана Козимо I де Медичи, негов втори братовчед, като се надяват, че той ще забрави желанието си.
През 1560 г. Алесандро придружава Козимо I до Рим. Там той среща Филипо Нери (бъдещ светец), от когото е много впечатлен. Завърнал се във Флоренция, той започва отново да посещава кръговете на двора на Медичите. Докато е жива майка му, Александро не се противи на волята ѝ. Но през 1566 г., когато тя умира, той решава да приеме свещенството. На 22 юли 1567 г. архиепископът на Флоренция Антонио Алтовити го ръкополага за свещеник. Малко след това Козимо I го прави рицар на Ордена на Свети Стефан.
Първоначално Алесандро се посвещава на изучаване на религията, без обаче да блесне, понеже е повече с практичен, отколкото със съзерцателен темперамент. През 1569 г. е назначен за посланик на Козимо I при Светия престол и заминава за Рим, където става протеже на Фердинандо I де Медичи, вторият син на Козимо I. Фердинандо е много по-млад от него, но вече е кардинал, макар и никога да не е ръкоположен. Гулиелмо Сирлето, кардинал от Римската курия, запознава Алесандро с римския живот, докато кардинал Франческо Пачеко го запознава с папа Пий V. Папата оценява таланта му и го назначава за апостолически протонотарий (1569 г.).

### Римски период
Първият проблем, по който Алесандро работи като дипломат, засяга религиозната война във Франция. На 3 август 1569 г. той докладва на своя братовчед Козимо I, че папата е изключително недоволен от френския крал Шарл IX, който не е победил напълно хугенотите след битката при Жарнак. Скоро той показва проницателност и умения в управлението на интригите в папския и флорентинския двор. Първоначално той пуска подвеждащ слух, че неговият секретар е недоволен, и скоро противниците на Козимо I се свързват с него, за да го посветят в интригите си срещу херцога. Малко след това Алесандро потушава потенциален дипломатически конфликт: близо до Виторкиано е арестуван буйстващ войник от Арецо, който твърди, че бил изпратен от Козимо I да убие кардинал Алесандро Фарнезе. Разпитван и измъчван във Витербо от Фарнезе, той признава неща, които е невъзможно да бъдат истина Алесандро успява да убеди и папата, и кардинала, че това е интрига за дискредитиране на Козимо I.
Алесандро работи в полза на профренската политика, водена от Козимо I, с което си спечелва врагове в лицето на испанците. Като част от тази политика на 12 август 1571 г. заедно с братовчед си Антонио Салвиати той представя пред папа Пий V идеята за анулиране на брака между Анри III Наварски и Маргьорит дьо Валоа, така че Анри да сключи втори, по-изгоден брак. Папата обаче поддържа мнението, че първо трябва Анри и адмирал Гаспар дьо Колини, лидер на хугенотите, да приемат католицизма. Според Алесандро една от основните пречки за сватбата е папският нунций в Париж Флавио Мирто Франджипани. Заедно с посланика на Медичите във френския двор Джовани Мария Петручи предприемат действия да отслабят позицията му. В Париж Петручи разпространява слух, че Франджипани е платен от Дом Гиз и от Филип II Испански, а в Рим злослови, че Франджипани е по-обвързан с политиката на кралица Катерина де Медичи, отколкото с тази на папата, и че мрази Флоренция, защото му се плаща от херцозите на Ферара. Маневрата им завършва с неуспех, тъй като с победата при Лепанто испанската партия в Рим става още по-влиятелна. На 19 октомври Алесандро признава на Козимо I, че позицията на Франджипани като посланик е солидна и Антонио Салвиати трябва да се откаже от идеята да го измести.
В Рим Алесандро става близък приятел на Филипо Нери и редовен гост в религиозната сграда Ораторий на филипините, въпреки че бъдещият светец е профренски настроен и надценява фигурата на Джироламо Савонарола, враг на Медичи. Близостта между двамата е такава, че Алесандро има честта да положи първия камък на Новата църква през 1575 г., която след това осветява през 1599 г. Впоследствие, с кардинал Федерико Боромео, предприемат ексхумация на тленните останки на Нери, за да ги прехвърлят в по-достоен саркофаг от този на общата гробница на неговата конгрегация. По време на втора ексхумация през 1599 г. той поставя пръстен със сапфир на ръката на трупа. Според написаното в Аналите на Цезар Бароний светецът е предсказал и папската тиара за Алесандро.
След смъртта на Пий V Козимо I се надява на избора на Уго Бонкомпани за нов папа и поради това се заема да бойкотира Алесандро Фарнезе. След победата на Бонкомпани – нов папа с името Григорий XIII – двама от неговите избиратели – Фердинандо де Медичи и Кончини си приписват големи заслуги, надявайки се на благодарността на понтифекса; вместо това Алесандро, който се съмнява в тази стратегия, използва приятелството си с човек от курията, Диомед Леони, за да достигне до новия датарий Матео Контарели. По този начин той посещава новия папа преди своя братовчед Фердинандо и това обстоятелство има значение, когато се освобождава епархията на Пистоя. Фердинандо се опитва да го разубеди с аргумента, че постът е маловажен, но Алесандро вижда в него възможност да се освободи от поста си на посланик и от натиска на Козимо I и Фердинандо. На 9 март 1573 г. папата го назначава за епископ на Пистоя. По този повод Джорджо Вазари пише на Винченцо Боргини, че Алесандро „е [този] мъж, когото Бог ще накара да се изкачи по-високо“.

### Тоскански период
Въпреки че остава в Рим, чрез своя братовчед Бастиано де Медичи, Алесандро де Медичи е много активен в реорганизацията на епархията на Пистоя: той налага Трентските декрети (особено този относно задължението за местожителството на енорийските свещеници) и намалява напрежението с Епископството на Прато по онова време.
На 27 декември 1573 г. Фердинандо де Медичи информира папа Григорий XIII, че архиепископът на Флоренция Алтовити е сериозно болен; Алтовити умира два дни по-късно. Впоследствие Фердинандо пише, че Козимо I би искал назначаването на Алесандро на тази служба и чрез обратната поща на 4 януари 1574 г. кардинал Толомео Галио информира Великия херцог, че папата е съгласен. Единственият, който не се радва на това назначение, е самият Фердинандо, който счита своя братовчед не само за надзирател, поставен му от баща му, но и за съперник в църковната кариера.
На 15 януари 1574 г. Алесандро е ръкоположен за архиепископ на Флоренция. Той обаче остава в Рим, поверявайки управлението на епархията на своя братовчед Бастиано де Медичи и монсеньор Алфонсо Бинарино, епископ на Камерино. Въпреки физическото си отсъствие той непрекъснато наблюдава своята архиепископия: назначава курати, реорганизира архивите, предписва облекло за духовенството и възстановява Архиепископския дворец, който е сериозно повреден от пожар през 1533 г.; неговият герб все още се откроява на сградата днес, на ъгъла с ул. „Черетани“. Архиепископът се занимава с реформата на редовното и светско духовенство, насърчава посещенията по места в неговата епархия през 1575 г. (проведено от канцлера на Пистоя Паоло Чекарели), сблъсква се с канониците на катедралата и техните привилегии и се озовава срещу привържениците на религиозния идеал на Савонарола, които в неговите очи са виновни за подкопаването на религиозната и гражданската власт. Напрежението продължава, докато през 1585 г. Висшият магистър на Доминиканския орден Фра Систо Фабри лично не посещава Флоренция и местния манастир „Сан Марко“
Междувременно, след смъртта на Козимо I, неговият син Франческо I де Медичи става Велик херцог в разгара на връзката си с Бианка Капело, за която скоро се жени. Алесандро не закача племенника си, нито го укорява относно живота му, както прави родният му брат кардинал Фердинандо. Последният подкрепя канониците на катедралата с такъв ентусиазъм, че в крайна сметка Григорий XIII се намесва и на 12 декември 1583 г., Алесандро става кардинал.
Един от каноните на Трентския събор постановява, че епископът трябва да живее в собствената си епархия. Алесандро, който толкова много защитава съборните предписания, не изпълнява точно това, както изрично му казва Карло Боромео през 1582 г. Той обаче не може да влезе във Флоренция без изричното съгласие на Великия херцог, което е получено едва през 1584 г. На 12 юни, след многогодишнж отсъствие, той се завръща в родния си град. Посвещава се на интензивна пасторска дейност, изследвайки през първите месеци около шестдесет манастира и потвърждавайки важността на Индекса на забранените книги. През 1589 г. той свиква синод и прави трета пасторска обиколка, насочена преди всичко към енорийските църкви, болничните братства и селските енории, също управлявани от Чекарели; следва друга обиколка през 1593 г. Освен това той организира внимателното проучване на реликвите, притежавани в различните църкви, и улеснява въвеждането на практиката на 40-те часа (религиозна практика, състояща се в обожание, в продължение на 40 непрекъснати часа, на Благословеното тайнство, видимо в дарохранителницата, съдържаща осветената нафора, тържествено изложена на олтара). След като кара да реновират Епископския дворец още през 1574 г., той финансира и възстановяването на катедралата през 1582 г.
Той остава свързан с Римската курия, като води обилна кореспонденция с Гулиелмо Сирлето относно превода на местния език на Римската мартириология (литургична книга, която формира основата на литургичните календари, които всяка година определят религиозните празници на католицизма). В същото време създава връзки с кардинал Алесандро Дамашени Перети. Перети го представя като кандидат за папа на два конклава: през 1590 г. който избира Урбан VII и Григорий XIV, и през 1591 г., който избира Инокентий IX. По този повод испанската фракция му противопоставя кардинал Джовани Антонио Факинети, за когото гласува самият Алесандро. Това предизвиква гнева на братовчед му Фердинандо I, който се надява да има нов папа в семейството. Александър му дава да разбере, че не е негов роб.
През 1590 г. кардинал Алесандро се завръща да живее в Рим, където новият папа Климент VIII го ангажира с различни длъжности и почести: той става член на Конгрегацията на ритуалите и на пътищата, защитник на Братството на християнския живот и участва във всички въпроси, свързани с фабриките, с двореца, и с монахините, както той пише на Фердинандо I. Предвид позицията си той отново е посредник между папата и Великия херцог: опитва се да повлияе на Франческо I да подкрепи реформата на манастирите, особено женските, а в замяна се опитва да убеди Климент VIII да намали т.нар. „църковната смърт“, но не успява. „Църковната смърт“ е привилегировано юридическо условие, отнасящо се до съвкупността от активите (обикновено недвижими) на църковно образувание, които не могат да бъдат предавани по наследство поради смърт на трети страни предвид времевата приемственост на църковното юридическо лице през вековете или дори през хилядолетията, и също така не могат да бъдат облагани с данъци върху наследството от държавата, в която се намират.

### Легат във Франция
Междувременно през онези години религиозната война във Франция наближава своя край: Анри IV окончателно приема католицизма (поначало той е хугенот, който веднъж вече е приел католицизма и се е отрекъл от него) на 25 юли 1593 г. по време на тържествена церемония в абатството Сен Дени. Алесандро, подтикнат от кардинал Фердинандо и от Филипо Нери, се опитва да убеди папата да оттегли както отлъчването, така и порицанията към суверена. Климент VIII подкрепя предложението, но се страхува от испанската реакция: Александро го убеждава, като в същото време предлага предпазлив курс на действие на кардинал Жак Дейви дю Перон, който пледира за случая пред краля. На 17 септември 1595 г., с пищна церемония, отбелязана и от колона, издигната в памет на църквата „Сант Антонио Абате ал Ескуилино“ (днес зад Санта Мария Маджоре), Климент VIII оправдава Анри IV независимо от испанските протести и тези на йезуитите, които кралят е прогонил от кралството. Александро се ангажира с това Орденът да изрази своите оплаквания по сдържан начин.
С това минало Александро е най-подходящият човек, както за Климент VIII, така и за Анри IV, да придружи апостолическия нунций Франческо Гондзага като легат на важна дипломатическа и религиозна мисия: папата иска Испания и Франция да сключат мир. Така ще могат заедно да се бият срещу турците и да уредят положението на френския епископат след годините на религиозни войни и празни епископски катедри. Ако първата цел е трудна, то втората, която предвижда ратификацията от Анри IV на акта за отказ и трентските укази (в допълнение към връщането на йезуитите), не изглежда по-проста. Тези два резултата са много присърце за папата, който често пренебрегва своя племенник кардинал Алесандро Алдобрандини и лично отговаря на писмата на кардинала от Флоренция.
На 3 април 1596 г. Алесандро е официално номиниран за асоцииран легат и на 10 май получава папското писмо и кръста. Заминава на следващия ден и пристига във Флоренция на 17 май и остава в двора на Карл Емануил I Савойски до 10 юни. На 19 юни друго папско писмо го упълномощава да опрощава греховете на покръстени еретици. След кратко пътуване той пристига в Монтери, където се среща с крал Анри IV и на 21 юли влиза в Париж, където е посрещнат студено. Всъщност Парижкият парламент отказва да приеме акредитивните му писма и се стига до позоваване на Трентския събор. Алесандро дава да се разбере, че няма да приеме никакви резерви, но всъщност се случва именно това.
Анри IV продължава да цени асоциирания легат и на 19 август 1596 г. тържествено подписва документа, с който се помирява с Католическата църква. Александър следва краля и неговия двор, докато се местят от една кралска резиденция в друга и е в Руан до февруари 1597 г. Напуска го, за да отиде в Пикардия, където остава до юни на следващата година, първо в Сан Кентан и накрая във Вервен, където трябва да се проведе мирната конференция между Франция и Испания. Междувременно папата го прави помощник на Генералния настоятел на Францисканския орден Фра Бонавентура Секузи от Калтаджироне, който изпълнява важната задача да поддържа контакт между различните претенденти: Анри IV, Филип II от Испания и ерцхерцог Албрехт VII Австрийски, губернатор на Австрийска Нидерландия. След като преодолява неизбежните спънки, свързани с придворния етикет и приоритет, Александро без да дава признаци на умора председателства мирната конференция,, която се провежда от 9 февруари до 2 май 1598 г. и завършва с желания резултат: Филип II признава бившия протестант Анри от Навара за законен крал на Франция и изтегля войските си от френска земя.
След като мирът е подписан, посланиците напускат Вервен и Алесандро се завръща в Париж през юни, където е приет триумфално от народа и суверена: още на следващия ден след края на конференцията Анри IV величае пред посланика на Великия херцог на Тоскана качествата на Медичите и казва, че е напълно доволен от постигнатия резултат. Той обаче променя френската политическа сцена: Анри IV постига целите си, поради което Александро вече не му е полезен, а по-скоро се оказва пречка, тъй като настоява за прилагането на тридентинските укази и за връщането на йезуитите във Франция. Към това се добавя фактът, че любимата на краля и майка на децата му, Габриел д'Естре, не харесва присъствието му, усещайки, че той би се опитал да убеди Анри IV да се разведе с безплодната си съпруга Маргьорит, за да се ожени за богатата Мария де Медичи, дъщеря на покойния Велик херцог Франческо I де Медичи.
Алесандро вижда колко трудна е ситуацията за него и през септември казва на венецианския посланик Франческо Контарини, че иска да се върне в Рим. През август самият крал го съветва да замине, въпреки че все още показва своята благосклонност и на 1 септември го изпраща. Пристигайки в Дижон на 9 септември, Алесандро пресича прохода Симплон в началото на октомври, след това минава през Лаго Маджоре и Пиаченца пристига във Ферара. Тук на 9 ноември 1598 г. се среща с Климент VIII, който го хвали и го назначава за секретар на Епископската конгрегация.

### Завръщане в Рим
Като се има предвид предишната му дейност, Алесандро е в челните редици в продължаването на дипломатическия заговор за новата сватба на Анри IV с Мария де Медичи: тази всеотдайност, вече показана по време на френския период, му е спечелила критиките на нунция Гондзага. Всъщност той е писал на кардинал Пиетро Алдобрандини, роднина на Климент VIII, че флорентинецът е посветен повече на брачните дела, отколкото на това да получи одобрението на тридентинските декрети.
Той е първият, който се заема да анулира сватбата на Анри с Маргьорит дьо Валоа и на 10 ноември 1599 г. председателства конгрегацията, която обсъжда случая: това става малко преди Габриел д'Естре да умре. Всички усилия се отплащат през 1602 г., когато Анри и Мария, най-накрая женени, молят Алесандро да кръсти най-големия им син Луи – чест, която той отказва, за да не се постави в лоша светлина пред роднините на управляващия папа Климент VIII, всички происпански.
Всъщност Александро прави забележителна кариера в Римската курия, до степен да бъде смятан за един от допустимите кандидати за папа. На 30 август 1600 г. той е назначен за кардинал-епископ на Албано, през 1602 г. на Палестрина и, макар и профренски настроен, той установява солидни отношения с кардиналите Пиетро Алдобрандини и Феличе Перети. Освен това усърдната и непрекъсната пастирска грижа към архиепископията на Флоренция, която той не пренебрегва, въпреки че не живее там, също е в негова полза: той се интересува от реформата на манастирите, през 1601 г. организира пасторско посещение а през 1603 г. – синод. И накрая, като член на Римската курия, той не пренебрегва някои сериозни административни проблеми на Папската държава, като например феномена на бандитизма.

## Конклав от март 1605 г.
С влошаването на здравето на папа Климент VIII започват политическите игри на великите сили с оглед на следващия конклав. На 28 октомври 1604 г. Анри IV казва на френските кардинали да бъдат готови да подкрепят Алесандро де Медичи или Цезар Бароний и през следващия март разкрива на кардинал Франсоа дьо Жойоз намерението си да купи подкрепата на Пиетро Алдобрандини.
На 14 март 1605 г., единадесет дни след смъртта на Климент VIII, шестдесет кардинали заседават в конклав в параклиса на Павлин във Ватикана. Те формират различни групи: 9-те, назначени от Сикст V, се изправят срещу 38-те на Климент VIII, последвани от 7-те на Пий IV и Григорий XIII и петимата на Григорий XIV.  Голяма част от Свещения колегиум получава пенсии и доходи от Испанската корона, така че Климент VIII, за да уравновеси това влияние през годините, прави много кардинали, от които обаче само тридесет и осем го надживяват. Въпреки това това те са достатъчна сила, за да се противопостави на испанците, ако Алдобрандини, начело на италианската фракция, управлява по най-добрия възможен начин политическите маневри по време на избора.
Испанската фракция има 25 кардинала (водени от Франсиско де Авила), които подкрепят възрастния Толомео Галио (на 78 години). Френската фракция може да разчита само на петима кардинали, начело с Франсоа дьо Жойоз. Въпреки че по време на гласуването са посочени 21 кандидати, само двама имат реален шанс – Алесандро де Медичи и Цезар Бароний, и двамата предпочитани от Франция и силно недолюбвани от Испания, която ги отхвърля с вето. Бароний наскоро е написал книга за злоупотребите на испанските владетели в Сицилия, както в светската, така и в църковната сфера.
За да бъде избран, са необходими 40 гласа. На първия тур Бароний получава 37 гласа, като испанската фракция силно се противопоставя на личния враг на крал Филип III и то с такъв ентусиазъм, че в крайна сметка увлича и много млади кардинали. Това кара добросъвестния кардинал Роберто Белармино да извика „скандал“ (той също е кандидат за папа, но лично предпочита кардинал Бароний). Италианската партия, водена от кардинал Алдобрандини, която формира гласовете за Франческо Бландрата или Паоло Емилио Дзакия, в крайна сметка се присъединява към профренската партия.
Алесандро де Медичи защитава Бароний от атаките на испанците, но в същото време се обръща за помощ към кардинал Перети, като в крайна сметка получава такъв брой гласове, че надхвърля кворума от 2/3 в нощта между 1 и 2 април. 
Лъв XI е ръкоположен във Ватиканския дворец на 10 април, Великден, от кардинал протодякон Франческо Сфорца. Той приема папското име Лъв в знак на уважение към първия понтифекс на фамилията. Той е четвъртият папа, избран за кардинал от Григорий XIII (1572 – 1585).

## Понтификат
Лъв XI е папа само 26 дни: неговият е деветият най-кратък понтификат в историята и последният продължил по-малко от месец.
Новият папа избира флорентинци за сътрудници: за държавен секретар Роберто Убалдини – син на негов племенник, за ковчежник абат Луиджи Капони, за секретар на бревите на принцовете Пиетро Строци, за ръководител на Сакра Консута Пиетро Алдобрандини, за пенитенциарий Чинцио Алдобрандини и за апостолически датарий кардинал Помпео Аригони. Много услуги към своите съграждани, но нито една към роднините си, на които той забранява да присъстват при установяването в Латеранския дворец на 17 април.
Още на 2 април той подготвя писмо, адресирано до император Рудолф II Хабсбург, в което обяснява намерението си да подкрепи имперската армия в Унгария срещу турците, въпреки че папската хазна е изчерпана. Конгрегация от кардинали, създадена за унгарските въпроси, девет дни по-късно прави това изявление официално. На 10 април той премахва данъка, наложен на римските граждани за издръжката на папските войски, и издава наредба за създаване на конгрегация, последвала събитията във Фабриката на Свети Петър („Конгрегация на преподобната фабрика на Свети Петър“ ).
Въпреки гласовете, получени в конклава, Лъв XI не иска да покаже, че е обвързан с Франция: той казва на испанския посланик, че неговият крал може да разчита на него като на истински приятел и свиква конгрегация, за да реформира критериите за избор на папа, като се замени изборът чрез вдъхновение с избор чрез тайно гласуване. Тази реформа, ако бъде завършена, би премахнала властта от Алдобрандини, оставяйки по-голяма свобода на гласуване на многото кардинали, които го се позовават на него, и освен това би върнала испанската фракция обратно в играта.
На 17 април Лъв XI тръгва от Свети Петър към Латеран, ескортиран от 60 римски и 40 флорентински благородници: в края на Моста на светия ангел, близо до Сан Джовани дей Фиорентини, го очаква фалшива триумфална арка, проектирана и декорирана от Пиетро Строци. По време на церемонията той се простудява.
Враг на непотизма, той отказва да назначи за кардинал своя племенник Отавиано де Медичи, който му е препоръчан от роднини. В резултат на този факт той заменя своя изповедник, който предпочита непотизма, с испански кармелит.
Лъв XI умира на 27 април на 69-годишна възраст.
Надгробното слово е произнесено от Помпео Угонио: тялото, погребано в Св. Петър в лявата пътека, е затворено в разкошен мавзолей, създаден от скулптора Алесандро Алгарди по поръчка на Роберто Убалдини, син на племенника на Лъв XI (след като той става кардинал при папа Павел V). При вестта за смъртта му искрени съболезнования се разпространяват и в Рим, и във Флоренция, и във Франция, белязани от спомена за неговата скромност и коректност.
Поради краткостта на своя понтификат Лъв XI не беатифицира нито един Божи служител и не канонизира нито един блажен.